# Szkoła Rycerska

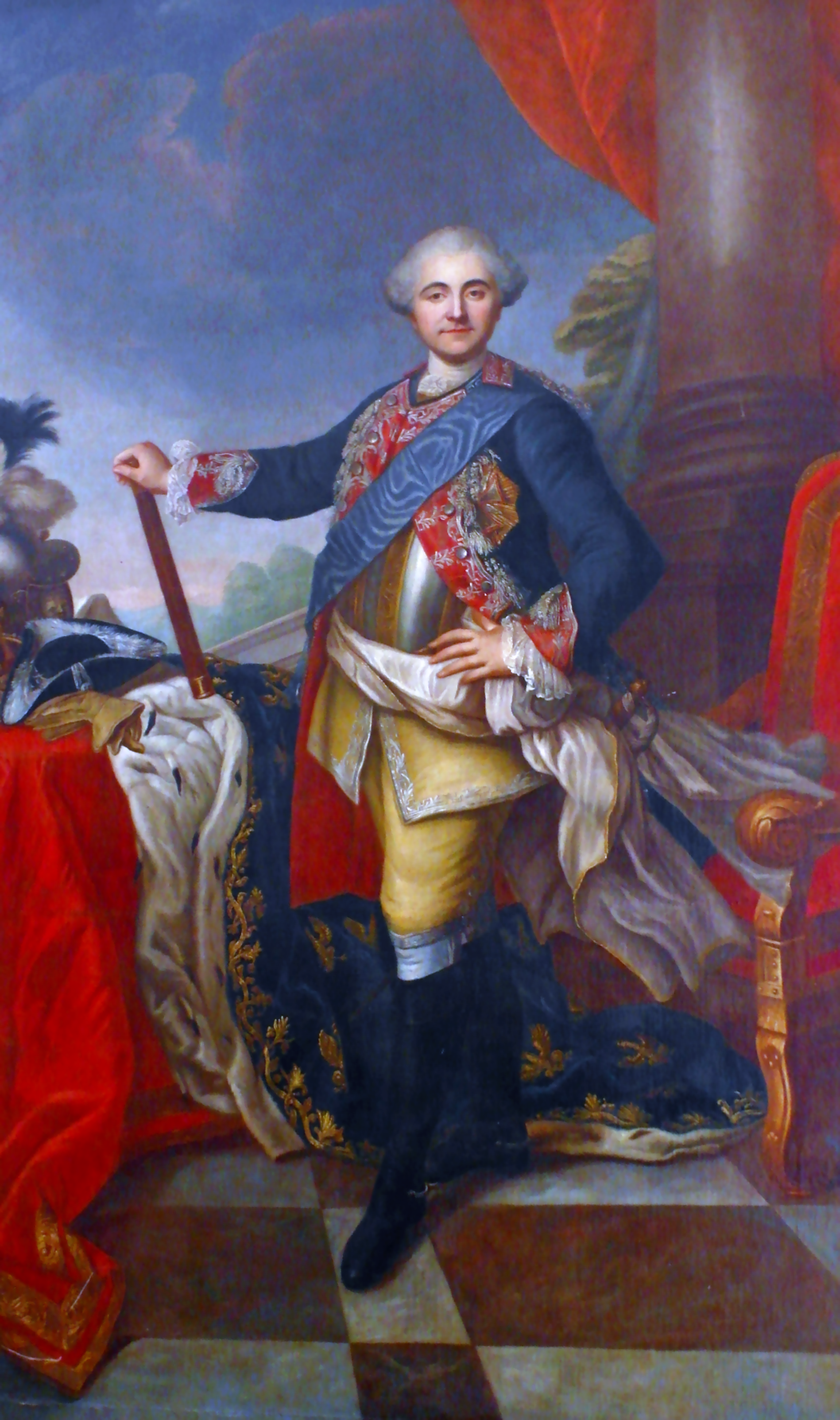
Stanisław August w mundurze komendanta Szkoły Kadetów

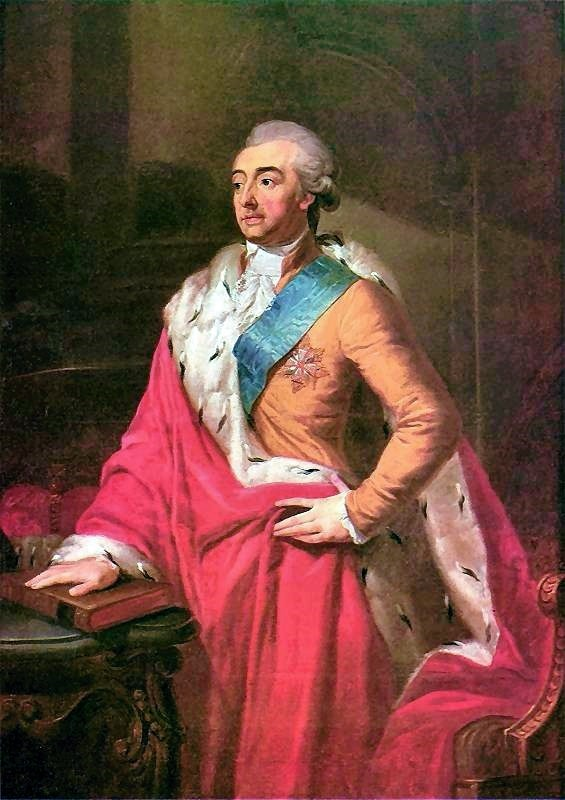
Adam Kazimierz Czartoryski, komendant Szkoły Rycerskiej

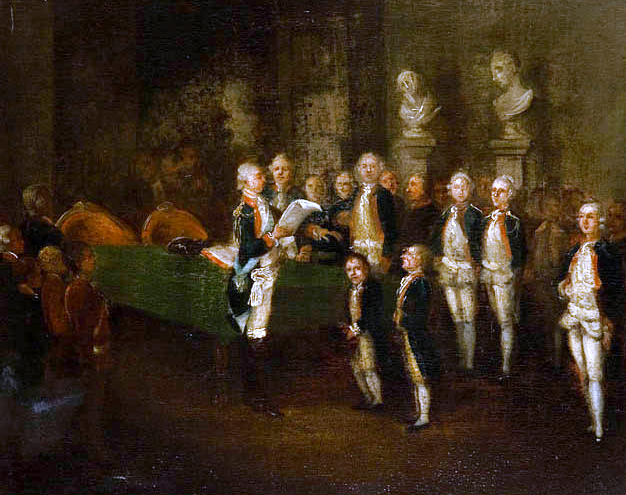
Jan Piotr Norblin, Książę Adam Kazimierz Czartoryski w Szkole Rycerskiej

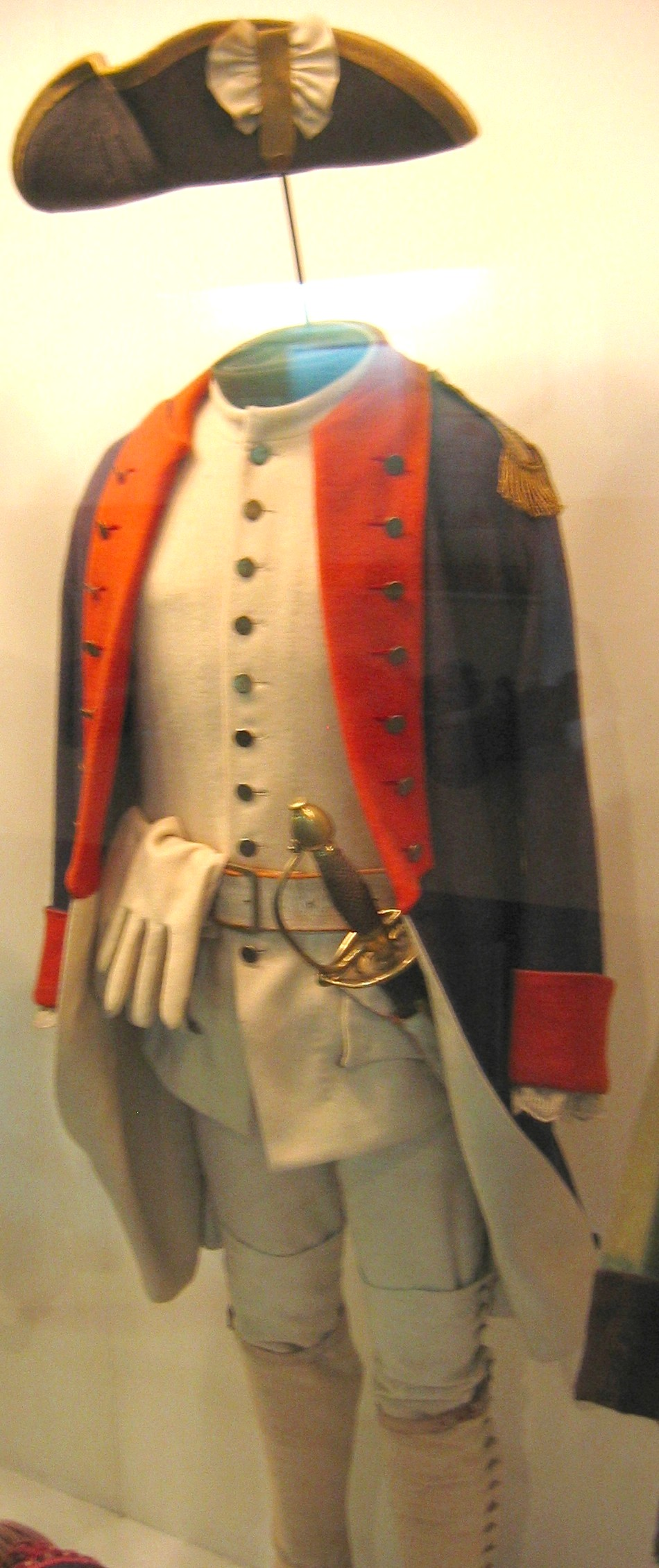
Mundur kadeta Szkoły Rycerskiej

Szkoła Rycerska (Akademia Szlacheckiego Korpusu Jego Królewskiej Mości i Rzeczypospolitej) – szkoła państwowa założona 15 marca 1765 w Warszawie przez króla Stanisława Augusta Poniatowskiego, utrzymywana przez skarb państwa. Siedziba szkoły mieściła się w Pałacu Kazimierzowskim w Warszawie  .

## Nazwa
Szkoła miała wiele nazw: Akademia Szlacheckiego Korpusu Kadetów J. K. M. i Rzplitej, Królewski Korpus Kadetów, Królewska Kompania Kadetów. Spotykana jest również w literaturze nazwa Szkoła Rycerska JPP Kadetów J. K. Mości i Rzplitej.

## Historia
Stanisław August Poniatowski, obejmując 7 września 1764 tron polski, złożył przyrzeczenie jej utworzenia w artykułach pacta conventa: szkołę rycerską na młódź szlachecką postanowić i pilnie mieć oko, aby w przyzwoitym trzymana była ćwiczeniu. Król zainicjował uczelnię 15 marca 1765 w Warszawie, ale proces jej organizacji trwał jeszcze kilka kolejnych lat.
Szkoła nosiła początkowo nazwę Akademii Szlacheckiej Korpusu Kadetów, a potocznie była nazywana Szkołą Rycerską. W lutym 1766 rozkazem królewskim połączono Królewską Kompanię Kadetów z Kompanią Kadetów Artylerii w jeden Królewski Korpus Kadetów.
Akademia utrzymywana była ze skarbu państwa, co regulowała uchwała sejmowa z 1766 r., która zabezpieczała na jej utrzymanie 400 tys. złotych polskich rocznie ze skarbu koronnego oraz 200 tys. z litewskiego. Kwota ta przeznaczona była na utrzymanie oraz kształcenie 200 kadetów wywodzących się z biedniejszej szlachty, którzy w 2/3 wywodzili się z terenów Korony Królestwa Polskiego, a w 1/3 z Wielkiego Księstwa Litewskiego. Szkoła otrzymała również na samym początku jednorazową dotację królewską w wysokości 600 tys. złotych polskich.
Przez 30 lat swej działalności wychowała ok. 650 kadetów oraz ok. 300 eksternów. Została zamknięta 30 listopada 1794 decyzją władz rozbiorowych po upadku insurekcji kościuszkowskiej.

## Cele wychowawcze
Określił je książę Adam Kazimierz Czartoryski w przemowie do kadetów z 1766:
„Wy tę w najopłakańszym stanie zostającą Ojczyznę waszą powinniście zaludniać obywatelami gorliwymi o jej sławę, o uwiększenie jej mocy wewnętrznej i poważania postronnego, o poprawę rządów w gatunku swym najgorszych. Niech was prowadzi ta zacna ambicja, żebyście odmienili starą postać Kraju”. Założył on w 1765 Towarzystwo Literatów w Polszcze, którego celem było wydawanie podręczników oraz książek na potrzeby Szkoły Rycerskiej .
W „Prawidłach dla Szkoły Rycerskiej” książę Czartoryski pisał o wzorze kadeta:
„Powinien Ojczyznę swoją kochać i jej dobro nade wszystko i sposobić się do tego, aby mógł poświęcić się na jej usługi, powinien być cnotliwy, pełen uszanowania dla zwierzchności, dobroczynności i afektu dla równych, względu dla niższych” .
Zadaniem Szkoły było przygotowywanie młodzieży do służby wojskowej i cywilnych zadań publicznych. Idea przyświecająca jej powstaniu to „edukacja społeczeństwa poprzez edukację jednostki”, która odbywała się w procesie wychowywania młodzieży i wpajania jej szerokiej wiedzy ogólnej. Była w pewnej mierze odpowiednikiem pruskich szkół rycerskich, zakładanych przez Fryderyka II i współczesnych szkół administracyjnych (np. francuskiej École nationale d’administration).

## Szef korpusu/komendant
Szefem korpusu Szkoły był król Stanisław August Poniatowski. Funkcję komendanta pełnił Marszałek Trybunału Litewskiego, dowódca Gwardii Litewskiej oraz generał Ziem Podolskich książę Adam Kazimierz Czartoryski. Był on także autorem jednego z podstawowych podręczników: „Prawidła dla Szkoły Rycerskiej”. Wicekomendantem Szkoły zajmującym się sprawami gospodarczo finansowymi początkowo był książę August Kazimierz Sułkowski, a następnie książę Fryderyk Józef Moszyński.
Od czasu insurekcji kościuszkowskiej funkcję komendanta pełnił generał major Ignacy Wodziński (adiutant króla Stanisława Augusta), który formalnie tę funkcję objął 30 listopada 1794.

## Nauczyciele
Kadra Szkoły składała się z nauczycieli cywilnych oraz wojskowych. Do wojskowej należeli: oficerowie wyżsi (komendant, wicekomendant i trzej pułkownicy) oraz niżsi (brygadierzy w stopniu kapitanów, wicebrygadierzy w stopniu poruczników i podbrygadierzy w stopniu podporuczników lub chorążych).
Za wychowanie i nauczanie przedmiotów nie-wojskowych odpowiedzialni byli profesorowie i metrowie (nauczyciele, zwłaszcza tańca, muzyki i języków). Początkowo większość nauczycieli stanowili Francuzi i Niemcy, później również Polacy, często absolwenci Szkoły Rycerskiej.
Niektórzy profesorowie/metrowie:
- Józef Wodziński – dyrektor wyszkolenia wojskowego,
- Filip Ordutowski – pierwszy dyrektor naukowy,
- Mikołaj Chopin – nauczyciel języka francuskiego,
- John Lind (Anglik) – absolwent uniwersytetu w Oxfordzie, autor koncepcji programowej Szkoły Rycerskiej[17],
- Christian Pfleiderer (Niemiec) – profesor matematyki, później dyrektor naukowy[17],
- Józef Frankowski – profesor matematyki, fizyki i chemii autor podręcznika „O założeniu Szkoły Rycerskiéy Kaliskiéy”,
- Louis d’Auvigny (Francuz) – tancmistrz.

## Wychowankowie
Szkoła kształciła chłopców z rodów szlacheckich, zazwyczaj średnio zamożnej szlachty, w wieku od 16 do 21 lat, przyjmowanych na trzyletni okres nauki. Począwszy od 1768 organizowano także kursy niższe trwające pięć lat dla młodzieży mającej od 8 do 12 lat. Absolwentów tych klas kwalifikowano z kolei na dalsze dwuletnie kursy o kierunku wojskowym lub prawnym.
Znani wychowankowie :
- Stanisław Fiszer – generał, szef sztabu armii Księstwa Warszawskiego,
- Maurycy Hauke – generał artylerii Wojska Polskiego Królestwa Polskiego, minister prezydujący w Komisji Rządowej Wojny Królestwa Polskiego,
- Józef Hoene-Wroński – matematyk, fizyk, filozof, ekonomista i prawnik,
- Jakub Jasiński – generał lejtnant wojsk litewskich, działacz polityczny, poeta oraz inżynier,
- Karol Otto Kniaziewicz – generał, uczestnik insurekcji kościuszkowskiej, jeden z dowódców Legionów Polskich we Włoszech, twórca i dowódca Legii Naddunajskiej, uczestnik kampanii napoleońskiej, działacz emigracyjny,
- Tadeusz Kościuszko – generał wojsk polskich i amerykańskich, inżynier wojskowy, przywódca insurekcji kościuszkowskiej,
- Fryderyk Józef Moszyński – referendarz wielki litewski, sekretarz wielki litewski, marszałek wielki koronny, generał,
- Julian Ursyn Niemcewicz – polski dramaturg, powieściopisarz, poeta, historyk, pamiętnikarz, publicysta i tłumacz,
- Kazimierz Nestor Sapieha – książę, generał artylerii litewskiej, marszałek konfederacji Wielkiego Księstwa Litewskiego,
- Karol Sierakowski – generał artylerii, profesor geometrii i architektury,
- Michał Sokolnicki – generał wojsk polskich, inżynier wojskowy, polityk, autor rozpraw naukowych i wynalazków z dziedziny techniki,
- Józef Sowiński – polski generał, dowódca obrony reduty na Woli w Warszawie w 1831 r.

Osiemnastu wychowanków zostało później posłami, uczestnikami Sejmu Czteroletniego (1788–1792).
Po wybuchu powstania w 1794 r. w oddziałach T. Kościuszki walczyło 34 kadetów.

## Struktura
Początkowo było osiem klas, następnie siedem. Oprócz tego istniał podział na dywizje (po 40 kadetów) i na brygady (po 20 kadetów). W 1770 ustanowiono najmniejszą jednostkę, pięcioosobową dekurię, dowodzoną przez dekuriona, wybieranego spośród najlepszych kadetów. Dekuria była instytucją samowychowawczą, angażującą szerokie kręgi młodzieży.

## Infrastruktura

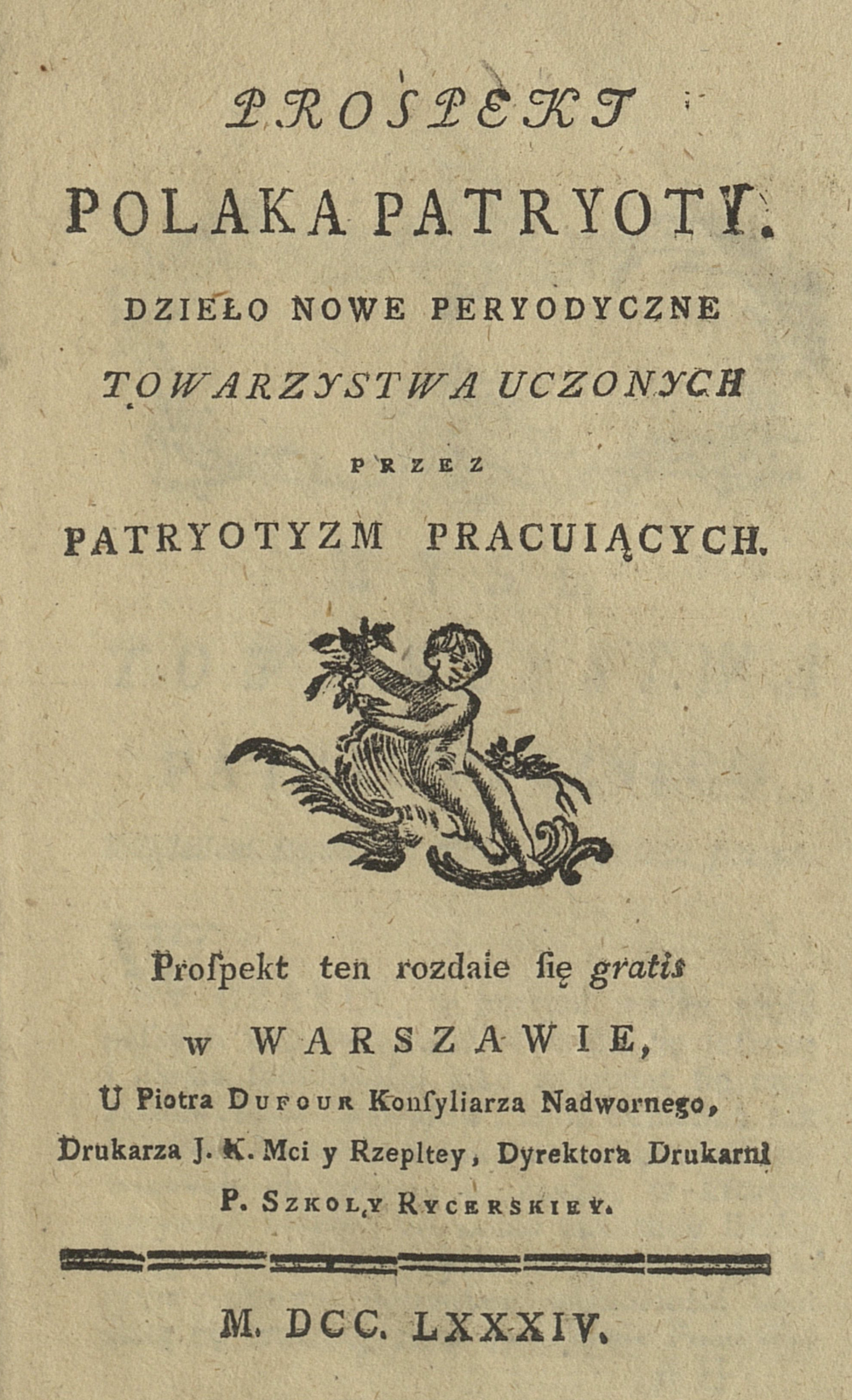
„Polak Patryota” – prospekt czasopisma wydrukowanego w 1784 w szkolnej drukarni

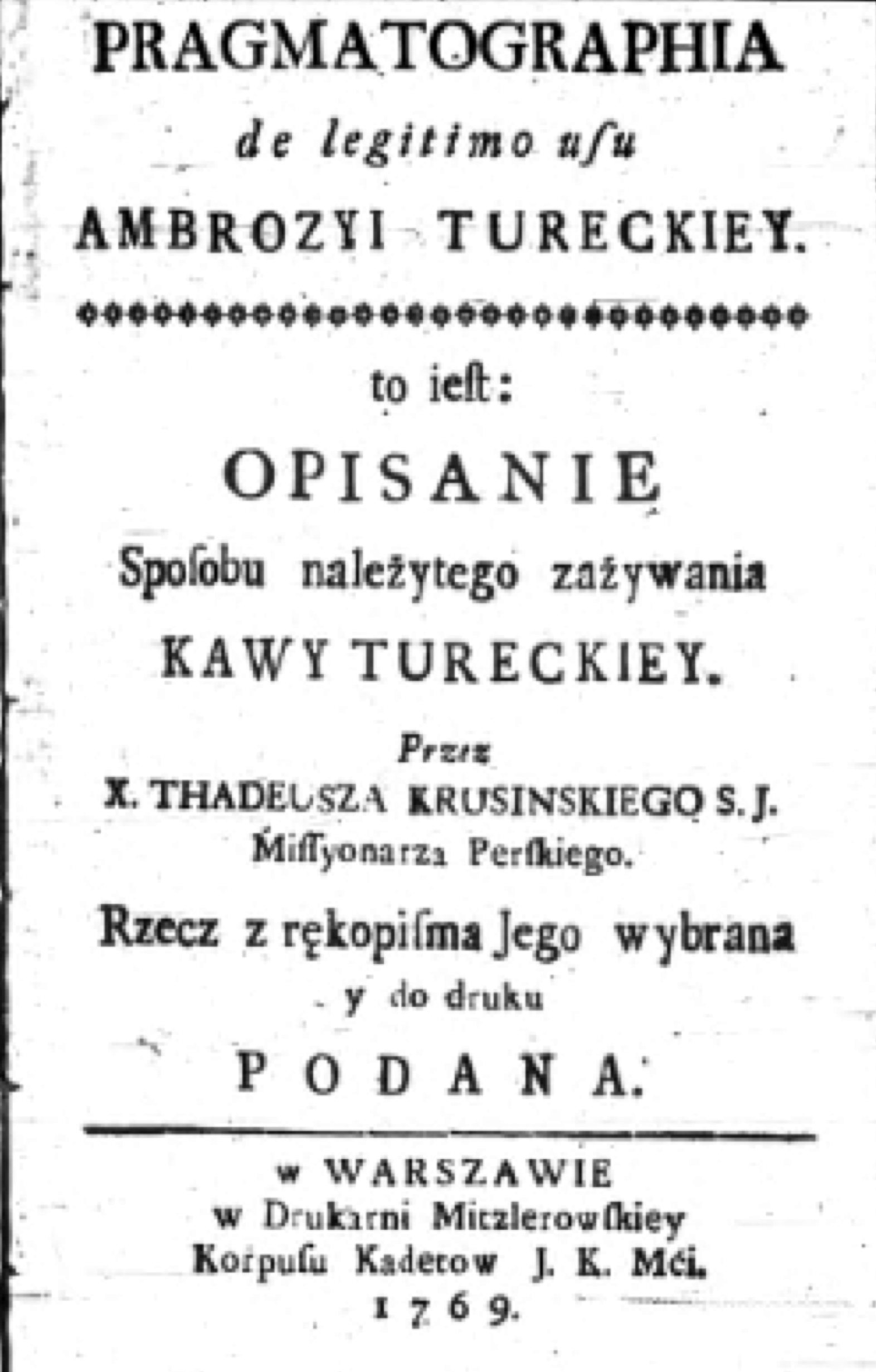
Praca Tadeusza Krusińskiego na temat parzenia kawy z 1769 wydana w drukarni Korpusu Kadetów

Na koszary kadeckie król Stanisław Poniatowski przeznaczył należący do niego Pałac Kazimierzowski. Szkoła posiadała również własną drukarnię, której dyrektorem był początkowo Wawrzyniec Mitzler de Kolof, później Adam Gieryk Podebrański, a następnie pochodzący z Francji drukarz i wydawca Piotr Dufour. Towarzystwo Literatów w Polszcze publikowało w niej podręczniki oraz dzieła używane w edukacji. W szkole wychodziło również czasopismo patriotyczne pt. „Polak Patryota”.
Znajdowała się w niej również biblioteka licząca 12 tys. tomów, w tym wiele dzieł naukowych.

## Program nauczania
W pierwszym okresie istnienia szkoła miała jedynie charakter wojskowy i w tym kierunku prowadzono nauczanie. W 1768 r. program został zreformowany, a uczelnię przekształcono w średnią szkołę ogólnokształcącą, której zadaniem było kształcenie oprócz oficerów także przedstawicieli służby cywilnej.
Program opracowany został przy współpracy Anglika Johna Linda i przewidywał ogólne wykształcenie w ciągu 3 lub 5 lat, z dużym naciskiem na naukę języków obcych. Nauka trwała w sumie 7 lat, a nauczanie dzieliło się na dwa etapy niższego kursu, czyli pięcioletniej nauki mającej charakter ogólnokształcący, oraz właściwego, dwuletniego przysposobienia do zawodu wojskowego lub służby w administracji państwowej.
W praktyce siedmioletni okres nauczania dzielił się na trzy okresy. W pierwszym dwuletnim okresie przerabiano dwie najmłodsze klasy: VII i VI mające charakter podstawowy. Ich zadaniem było przygotowanie do nauki i uzupełnienie podstawowej wiedzy. Był to tzw. nowicjat. W okresie tym przez pierwsze dwa lata kadetów uczono języków obcych: łaciny, francuskiego i niemieckiego, a także podstaw arytmetyki, pisania, szermierki oraz tańców. W klasie drugiej nauka skupiała się bardziej na czytaniu i omawianiu utworów pisarzy polskich i zagranicznych.
Okres drugi obejmował trzy kolejne klasy V, IV i III, w których przerabiano program szkoły średniej. Ten trzyletni okres kadeci poświęcali na wiedzę z zakresu historii powszechnej oraz historii Polski, a także uczyli się geografii, historii naturalnej, matematyki, logiki, fizyki, architektury wojskowej, rysunku, mechaniki. Kontynuowana była również nauka języków. Obok przedmiotów ścisłych i technicznych wiele uwagi poświęcano nauce czytania oraz poznawaniu rodzimej literatury. Równolegle z językiem polskim uczono łaciny, drugiego języka urzędowego w Rzeczypospolitej Obojga Narodów.
W ciągu ostatnich dwóch lat uczniowie klas II i I przygotowywali się do zawodu wojskowego lub do służby cywilnej. Kandydaci na wojskowych obok szeregu wymienionych wcześniej przedmiotów kształceni byli w kierunku inżynierii wojskowej, uczyli się również architektury, budowy umocnień, taktyki, sztuki artyleryjskiej, a także przechodzili specjalistyczne ćwiczenia wojskowe. Kandydatów do służby cywilnej natomiast kształcono w kierunku prawniczym. Poznawali oni prawo i konstytucję Korony Królestwa Polskiego oraz Wielkiego Księstwa Litewskiego. Studiowali także kameralistykę, czyli naukę o administracji i zarządzaniu. Niezależnie od specjalizacji wykształcenia dopełniała nauka fechtunku – sztuki władania szablą lub szpadą, jazdy konnej, tańców, czasem także muzyki. Te przedmioty określano mianem kunsztów. Taki podział wyraźnie wskazywał, iż kadeci byli przygotowywani w dwóch kierunkach: służby wojskowej oraz do pracy na publicznych stanowiskach cywilnych.
Uczniowie podlegali także dyscyplinie wojskowej oraz zobowiązani byli do przestrzegania określonego porządku dnia: o 6 rano pobudka, później msza święta i zajęcia.
Program szkolenia wojskowego opisany został tak:
„przewidywał naukę inżynierii wojskowej i taktyki, musztrę, szermierkę, posługiwanie się bronią palną, marsze i ćwiczenia polowe. Kadetów zapoznawano także z zasadami organizacji wojsk i wielkich operacji wojennych oraz z: terminologią i teoretyczną literaturą wojskową. Wykłady i ćwiczenia prowadzone w szkole miały na celu wyrabianie w kadetach szybkiej orientacji, zaradności i umiejętności kierowania działaniami wojska. Sprawdzianem tych umiejętności były zajęcia terenowe i ćwiczenia w polu”.

## Mundur
Kadeci używali zarówno munduru małego, jak i wielkiego. Ich mundur codzienny składał się z: czerwonego sukiennego rajtroka z granatowymi wyłogami i mosiężnymi guzikami; czarnego, filcowego trójrożnego kapelusza; białych spodni i czarnych wysokich butów. Rekruci i źle uczący się kadeci nosili wyłogi białe.
Komendant, profesorowie, wykładowcy i kadeci od 1765 r. nosili mundury wielkie wzoru zachodnioeuropejskiego w kolorze granatowym z pąsowymi wyłogami, białe kamizelki i spodnie, filcowe czarne kapelusze obszyte taśmą złotą i takież naramienniki. Kadeci nosili też specjalny mundur paradny, używany przy wartach tronowych. Składał się on z kaszkietu z pąsowego aksamitu z białym pióropuszem, białego koletu i spodni z cienkiego sukna oraz pąsowego, aksamitnego lederwerka (pas noszony przez ramię, utrzymujący tornister i ładownicę), obszytego po brzegach złotym galonem.
Regulamin przewidywał cały podniosły ceremoniał towarzyszący ubieraniu kadeta w mundur. Stosowano system wyróżnień w formie dodatków do munduru w postaci ozdobnych szlif, za uzyskane wyniki w nauce, pilność i dobre sprawowanie. Jednym z wyższych odznaczeń było nadanie prawa do noszenia temblaka oficerskiego przy szpadzie.

## Utrzymanie
Król poprzez założenie szkoły wypełnił swoje zobowiązania podpisane w pacta conventa. Przeznaczył na ten cel 1,5 miliona zł z własnej kieszeni, później na jej działalność łożył 600 000 zł rocznie (200 000 zł ze szkatuły królewskiej i 400 000 ze skarbu Rzeczypospolitej). Pozwoliło to na utrzymanie w ciągu roku 200 kadetów, której to liczby jednak nigdy szkoła nie osiągnęła. W 1768 poseł rosyjski Nikołaj Repnin wyłożył na rzecz Szkoły Rycerskiej 5555 dukatów (100 000 złotych polskich), aby powstrzymać jej kadetów od udziału w konfederacji barskiej.
Sam król miał później krytyczny stosunek do Szkoły Rycerskiej, w rozmowie z dyplomatą brytyjskim Jamesem Harrisem, 1. hrabią Malmesbury posunął się do stwierdzenia: „Uważam korpus kadecki za oręż przydatny jedynie interesom Imperatorowej”.

## Kontynuacja idei
Królewska Szkoła Rycerska była wzorem dla założycieli Korpusów Kadeckich w II Rzeczypospolitej, którzy po zdobyciu przez Polskę niepodległości wskrzesili ideę tej instytucji w odradzającym się państwie polskim, by utrzymać i rozwinąć niepodległość. Uczniowie szkół kadeckich wzięli udział w III powstaniu śląskim. Marszałek Józef Piłsudski ustanowił dzień 21 maja (rozpoczęcie walk na Górze Świętej Anny) oficjalnym „Dniem Kadeta”.
Obecnie do dawnej tradycji nawiązuje Fundacja Szkoła Rycerska, której misją jest edukacja i formacja obywatelska młodzieży, oparta m.in. na „Prawidłach dla Szkoły Rycerskiej” autorstwa księcia Czartoryskiego. Fundacja ma na celu udostępniać młodym ludziom odpowiednie narzędzia do inteligentnej służby Rzeczypospolitej w XXI wieku oraz pokazywać, jak można je efektywnie wykorzystać. Cel ten realizuje m.in. poprzez projekt edukacyjny „Letnia Szkoła Rycerska”, zaś w planach ma założenie i prowadzenie placówki edukacyjnej opartej na tradycji Akademii Szlacheckiego Korpusu Jego Królewskiej Mości i Rzeczypospolitej oraz Korpusów Kadeckich.